# Los peores del barrio
Los peores del barrio  es una película en blanco y negro de Argentina dirigida por Julio Saraceni sobre el guion de Máximo Aguirre que se estrenó el 4 de mayo de 1955 y que tuvo como protagonistas a Los Cinco Grandes del Buen Humor, Pepita Muñoz y Don Pelele.

## Sinopsis
Una vecina insiste a su esposo que desaloje a los integrantes de un molesto club de barrio.

## Reparto
- Rafael Carret ... Pato
- Jorge Luz ... Jorge
- Zelmar Gueñol ... Zelmar
- Guillermo Rico ... Guillermo
- Pepita Muñoz ... Madre de Silvia
- Don Pelele ... Cabo Don Pelele
- Hugo Chemin ... Videla
- Gloria Montes ... Novia del Pato
- Lita Moreno
- Aída Villadeamigo

## Comentarios
La crónica de La Razón dijo:

”…los integrantes de la troupe cómica ponen al servicio de sus respectivas partes, todo su entusiasmo, bien secundados.”